# Campeonato de España de Ciclismo en Ruta 2022
La CXXI edición del Campeonato de España de Ciclismo en Ruta se disputó el 26 de junio de 2022 en la isla de Mallorca, con salida en la localidad de Cala Millor y llegada en Palma de Mallorca, con un recorrido que constó de 186, 1 km.
El vencedor final fue el corredor granadino Carlos Rodríguez que se impuso en la meta a sus compañeros de fuga Jesús Herrada y Alex Aranburu.

## Clasificación final
| \| Clasificación general \| Clasificación general \| Clasificación general \| Clasificación general \| Clasificación general \| \| Ciclista \| Ciclista \| Equipo \| Tiempo \| \| \| --------------------- \| --------------------- \| ---------------------- \| --------------------- \| --------------------- \| \| 1.º \| Carlos Rodríguez \| Ineos Grenadiers \| 4 h 21 min 43 s \| \| \| 2.º \| Jesús Herrada \| Cofidis \| + 51 s \| \| \| 3.º \| Alex Aranburu \| Movistar Team \| + 51 s \| \| \| 4.º \| Juan Ayuso \| UAE Team Emirates \| + 2 min 04 s \| \| \| 5.º \| Roger Adrià \| Equipo Kern Pharma \| + 2 min 04 s \| \| \| 6.º \| Antonio Pedrero \| Movistar Team \| + 2 min 04 s \| \| \| 7.º \| Alejandro Ropero \| Eolo-Kometa \| + 2 min 04 s \| \| \| 8.º \| Ander Okamika \| Burgos-BH \| + 2 min 04 s \| \| \| 9.º \| Joel Nicolau \| Caja Rural-Seguros RGA \| + 2 min 04 s \| \| \| 10.º \| Txomin Juaristi \| Euskaltel-Euskadi \| + 3 min 02 s \| \| |                  |                        |                 |
| |                  |                        |                 |
| |                  |                        |                 |
| Clasificación general |                  |                        |                 |
| Ciclista | Ciclista         | Equipo                 | Tiempo          |
| 1.º | Carlos Rodríguez | Ineos Grenadiers       | 4 h 21 min 43 s |
| 2.º | Jesús Herrada    | Cofidis                | + 51 s          |
| 3.º | Alex Aranburu    | Movistar Team          | + 51 s          |
| 4.º | Juan Ayuso       | UAE Team Emirates      | + 2 min 04 s    |
| 5.º | Roger Adrià      | Equipo Kern Pharma     | + 2 min 04 s    |
| 6.º | Antonio Pedrero  | Movistar Team          | + 2 min 04 s    |
| 7.º | Alejandro Ropero | Eolo-Kometa            | + 2 min 04 s    |
| 8.º | Ander Okamika    | Burgos-BH              | + 2 min 04 s    |
| 9.º | Joel Nicolau     | Caja Rural-Seguros RGA | + 2 min 04 s    |
| 10.º | Txomin Juaristi  | Euskaltel-Euskadi      | + 3 min 02 s    |